# Normal förlag
Normal förlag var ett svenskt bokförlag med  säte i Stockholm. Det grundades 2004 av det gifta paret Erika och Ulrika Larsson. Normal var ett förlag som utmanade heteronormen och var det första queerförlaget i Skandinavien. Förlaget gav i första hand ut hbtq-litteratur, och såg sin målgrupp som alla som inte anser att heterosexualitet är ett måste.
Normal förlag släppte första titeln den 18 januari 2005, Ensamhetens brunn av Radclyffe Hall.
I bland förlagets författare fanns bland annat Caroline Giertz, Tiina Rosenberg, Annika Lantz, Kim Kärnfalk, Anna Lytsy, Lotta Thell och Hanna Wallsten.
Förlaget gav även ut äldre litteratur som till exempel Mathilda Roos, Vilhelmine Zahle och Margareta Suber.
Den 1 juli 2010 meddelade förlaget att de lade ner sin verksamhet på grund av den då rådande lågkonjunkturen. Kabusa tog över utgivningen av fyra av Normals kommande böcker på det nystartade imprintet Charlie by Kabusa.